# Dzieła Edwarda Charlesa Spitzki
Edward Charles Spitzka (1852–1914) – amerykański neurolog, neuroanatom i psychiatra. Poniżej znajduje się uporządkowana chronologicznie lista jego prac.
1876
- A Second Origin of the Abducens Nerve. New York Psychological Journal (maj 1876)

1877
- The Psychological Pathology of Progressive Paresis. Journal of Nervous and Mental Disease 4, 2, ss. 247-278 (kwiecień 1877)
- The Localization of Cerebral Diseases in the Light of Recent Anatomical Discoveries. Journal of Nervous and Mental Disease 4, 4, ss. 724-734 (1877)
- Contributions to Encephalic Anatomy — I. The Methods Employed in and Deductions Permissible from Cerebral Anatomy. Journal of Nervous and Mental Disease 4, 4, s. 668-577 (1877)

1878
- Reform in Scientific Psychiatry. Journal of Nervous and Mental Disease 5, 2, ss. 201-229 (kwiecień 1878)
- The Merits and Motives of the Movement for Asylum Reform. Journal of Nervous and Mental Disease 5, 4, ss. 694-714 (październik 1878)
- Contributions to Encephalic Anatomy — II. The Raphe and Its Dependencies. Journal of Nervous and Mental Disease 5, 1, ss. 1-12 (styczeń 1878)
- Contributions to Encephalic Anatomy — III. The Relations Existing between the External Shape and Interior Structure of the Encephalon. Journal of Nervous and Mental Disease 5, 3, ss. 469-471 (1878)
- Megencephalon. Palaeontological report of the Princeton scientific expedition of 1877 (1878) ss. 21

1879
- The Anatomical and Physiological Effects of Strychnia on the Brain, Spinal Cord and Nerves. Journal of Nervous and Mental Disease (1879)
- II.-Anatomy of the Nervous Centres. Journal of Nervous and Mental Disease 6, 4, ss. 733-737 (październik 1879)
- Development of the Human Ovum, Embryo and Fetus. St. Louis Clinical Record. (1879)
- Automatic Cerebration as Related to Cerebral Localization. St. Louis Clinical Record  (1879)
- Organology of Island of Reil. Medical Record s.  183 (1879)
- The Peduncular Tracts of the Anthropoid Apes. Journal of Nervous and Mental Disease 6, 3, ss. 461-487 (1879)
- Some Remarks on the Treatment of Epilepsy. Physician and Pharmacist. Bull. of Med. Leg. Soc 8, Vol. 8, New Ser. (1879)
- A Typical Medical College. St. Louis Clinical Record (1879)
- Case of Infantile Encephalitis followed by Athetotic Symptoms. Journal of Nervous and Mental Disease (1879)
- Case of Cystic Tumor at the Base of the Brain. Archives of Medicine 2, ss. 102-107 (1879)
- Contributions to Encephalic Anatomy — V. The Organology of the Island of Reil. Journal of Nervous and Mental Disease 6, 1, ss. 25-44 (1879)
- The Olivary Body in Man, the Anthropoids and Lower Mammals. Journal of Nervous and Mental Disease (1879)
- Homolog of the Corpora Quadrigemina, with Some Observations on the Posterior Longitudinal Fasciculus. Journal of Nervous and Mental Disease (1879)
- The Architecture and Mechanism of the Brain. Journal of Nervous and Mental Disease 6, 4, ss. 613-653 (październik 1879)

1880
- The Island of Reil in the Porpoise. Archives of comparative medicine and surgery 1, 1, ss. 41-43 (1880)
- On the Brain of a Porpoise. Medical Record 17, 72 (styczeń 1880)
- The Brain of the Iguana. Journal of Nervous and Mental Disease 7, 3, ss. 461-464 (lipiec 1880)
- The Homologies of the Mesencephalon in the Vertebrate Series, with Description of a New Mesencephalic Ganglion. Amer. Nuerol. Assoc. Trans (1880)
- Monomania, or "Primaere Verruecktheit." St. Louis Clinical Record, St. Louis, December, VII, No. 9. Read before the N. Y. Neurol. Soc, November 5. (1880)
- New Homologization of the Corpora Quadrigemina. N. Y. Med. Record 1880
- Some Not Generally Known Forms of Mental Alienation Related to Epilepsy. St. Louis Clinical Record 1880
- Notes on the Nervous System of a Zalophus. Archives of comparative medicine and surgery 1, 1, s. 41 (1880)
- What Has Been Done by the Asylum Association in the Interest of Scientific Psychiatry? Chicago Medical Review 1, s. 273 (1880)
- A Remarkable Peculiarity of an Anthropoid Brain. Science, July 17, American Journal of Neurology and Psychiatry 1883, p. 250
- The Chorda Tympani Nerve. Veterinary Gazette 1, s. 155 (grudzień 1880)
- Notes on an Orang Outang and Comments on H. C. Chapman's Paper. Science, December 31, p. 329.
- CONTRIBUTIONS TO ENCEPHALIC ANATOMY. --THE OBJECTS AND METHODS OF A STUDY OF THE ICHTHYOPSIDEAN BRAIN. „Science”. 1 (22), s. 251-254, listopad 1880. DOI: 10.1126/science.os-1.22.251. PMID: 17756922.
- Contributions to Encephalic Anatomy — VIII. The Brain of the Iguana. Journal of Nervous and Mental Disease  July, p. 460
- IX. The Objects and Methods of Study of the Ichthyopsidean Brain. Journal of Nervous and Mental Disease  p. 658, 10 pp. 
  - Science.  (1880)

1881
- FURTHER NOTES ON THE BRAIN OF THE IGUANA AND OTHER SAUROPSIDAE. „Science”. 2 (35), s. 75-76, Feb 1881. DOI: 10.1126/science.os-2.35.75. PMID: 17771494.
- NOTES ON THE ANATOMY OF THE ENCEPHALON, NOTABLY OF THE GREAT GANGLIA. „Science”. 2 (30), s. 14-15, styczeń 1881. DOI: 10.1126/science.os-2.30.14-a. PMID: 17795096.
- Concerning a Case of Microcephalus. Medical Record 20 p. 48 (1881)
- Note on the Sensory Tract to the Brain. Chicago Med. Review, September 20 1881
- Note on the Sensory Tract to the Brain, „Science”, os-2 (44), 1881, s. 188, DOI: 10.1126/science.os-2.44.188, ISSN 0036-8075, PMID: 17732882 (ang.).
- Note in Regard to the Dimensions of Nerve-cells and Their Nuclei. Journal of Nervous and Mental Disease 8, 2 (kwiecień 1881)
- Suggestions Regarding Nomenclature. Quoted in full in Journal of Nervous and Mental Disease p. 661, Vol. IX. Science, April 9 1881
- To the Editor of "Science". „Science”. 2 (57), s. 351-352, lipiec 1881. DOI: 10.1126/science.os-2.57.351. PMID: 17832955.
- Illusions. „Science”. 2 (69), s. 485-486, październik 1881. DOI: 10.1126/science.os-2.69.485. PMID: 17737137.
- Insane Delusions: Their Mechanism and Their Diagnostic Bearing Journal of Nervous and Mental Disease 8, 1, ss. 25-48 (styczeń 1881)
- A Historical Case of Sexual Perversion. Chicago Med. Review, August 20. 1881
- The Sensory Tract of the Fore-brain. Chicago Med. Review.
- The Architecture of the Oblongata. N. Y. Med. Jour., September.
- The Functional and Morphological Relations of the Cerebellum. Chicago Med. Review, July 5. Rev. in St. Louis Clinical Record, August, p. 145.
- An Important Contribution to the Doctrine of Cerebral Localization. Science, II, pp. 596-600.
- Testimony in Guiteau Trial, pp. 963-1004 (1881)
- Contributions to Encephalic Anatomy — X. Note in Regard to Dimensions of Nerve Cells and Their Nuclei. Journal of Nervous and Mental Disease  p. 317, April, 13 pp.
- XI. The Association Cell. Journal of Nervous and Mental Disease ss. 329, 3 pp.
- XII. The Contested Origin of the Trigeminus. Journal of Nervous and Mental Disease p. 332 (1881)

1882
- The Relation between Brain Deformity and the Hereditary and Congenital Insanities. St. Louis Clinical Record, February, ss. 197-201  i 308-312  (1882)
- Some Remarks on the Nature and Management of Chorea and Epilepsy. Manhattan Med. and Surg. Soc, May 6. New England Med (1882)
- The Evidences of Insanity Discoverable in the Brains of Criminals and Others whose Mental State has been Questioned, with Some Remarks on Expert Testimony and the Grappotte Case. Medical Gazette ss. 242-244 (9 czerwca 1883)
- How To Examine the Insane. Medical Gazette ss. 267-270 (9 czerwca 1883)
- The Somatic Etiology of Insanity (W. and S. Tuke Prize Essay). American Journal of Neurology and Psychiatry (1882)
- Case of a Child that Lived Four Months after Removal of a Large Portion of the Brain. American Journal of Neurology and Psychiatry 1, 4 (1882)
- Demonstration of Microscopic Artefacts in Alcoholic Specimens of the Central Nervous System. American Journal of Neurology and Psychiatry 1, 4 (1882)
- Case of Post-scarlatinal Psychosis. American Journal of Neurology and Psychiatry 1, 4 (1882)
- The Guiteau Autopsy (editorial). American Journal of Neurology and Psychiatry (1882)

1883
- Insanity, Its Classification, Diagnosis and Treatment. A Manual for Students and Practitioners of Medicine. Bermingham & Co., New York 1883, 415 ss.
- A Contribution to Morbid Anatomy of Pons Lesions, Including a Description of a Descending Degeneration of the Stratum Intermedium. American Journal of Neurology and Psychiatry (listopad 1883)
- IV. The Brain of the Menobranchus. Journal of Nervous and Mental Disease  5, ss. 471-483 (1878)
- Insanity, Its Classification, Diagnosis and Treatment. A Manual for Students and Practitioners of Medicine (New York, Bermingham & Co.), p. 415.
- A Contribution to Morbid Anatomy of Pons Lesions, Including a Description of a Descending Degeneration of the Stratum Intermedium. American Journal of Neurology and Psychiatry November. 1883
- Disappearance of the Tendon Reflex, Without Ascertainable Pathological Basis. American Journal of Neurology and Psychiatry p. 514. 1883
- Reply to J. J. Elwell, in re Guiteau. Alienist and Neurologist. 1883
- A Contribution to the Question of the Mental Status of Guiteau and the History of His Trial. Alienist and Neurologist, 1883, April.
- On the Alleged Relation between the Speech Disturbance and the Tendon Reflex in Paretic Dementia. American Journal of Neurology and Psychiatry 373. 1883
- Contribution to Encephalic Anatomy — ^XIII. The Corpus Luysii. American Journal of Neurology and Psychiatry II. p. 249. XIV. 1883
- Amer. Jour. Neurol, and Psychiatry, 11, p. — . XV. The Question of the Concealment of the Cerebellum in Anthropoid Apes. American Journal of Neurology and Psychiatry p. 253.
- XVI, XVIII. Further Notes on the Brain of the Iguana and Other Sauropsida. American Journal of Neurology and Psychiatry
- XVII. Note on the Sensory Tract to the Brain. American Journal of Neurology and Psychiatry
- XIX. Notes on the Anatomy Mainly of the Great Ganglia. American Journal of Neurology and Psychiatry

1884
- Science, January 15, 1884.
- An Unnoticed Feature of the Gross Anatomy of the Fourth Ventricle. Medical Record 26, s. 249 (1884)
- The Case of James Graves, the Insane Murderer Executed at Newark. American Journal of Neurology and Psychiatry (kwiecień 1884)
- Mittheilung, die angebliche Abwesenheit der Vierhuegeltheilung bei Reptilien betreffend. Neurologisches Centralblatt 3, 24. ss. 553-556 (15 grudnia 1884)
- The Relations of the Cerebellum. Alienist and Neurologist 5, ss. 92-101 (styczeń 1884)
- Morphological Status of the Cerebellum. Letter to Editor. Medical Record s. 111 (26 lipca 1884)
- The Paths of Coordination. Medical Record, XXV, p. 248. (1884)
- Lectures — The Tests of Cutaneous Insensibility, their Physiological and Anatomical Signification. Del. at N. Y. Post-Grad. Med. Sch. (1884)
- Hippocampus vs. Hypocampa. Medical Record 26, ss. 335-336 (1884)
- Contributions to the Anatomy of the Lemniscus, with Remarks on the Centripetal Conducting Paths of the Brain. Med. Record, October 11, 18 and 25, November i. (1884) I II III IV
- The Belt Sensations in Spinal Diseases. American Journal of Neurology and Psychiatry p. 159. (1884)
- Letter of Coorection. Alienist & Neurologist 5, s. 722 (1884)
- Curious Ventricular Granulations. American Journal of Neurology and Psychiatry p. 1991 (1884)
- The Brain of the Amphiuma. American Journal of Neurology and Psychiatry pp. 200-201. (1884)
- Syphilis and Tabes dorsalis. American Journal of Neurology and Psychiatry pp. 201-204. (1884)
- Horizontal Sections of the Brain Isthmus. American Journal of Neurology and Psychiatry pp. 204-205. (1884)
- A Theory of Allochiria. American Journal of Neurology and Psychiatry pp. 210-212. (1884)
- The So-called Neurokeratine. American Journal of Neurology and Psychiatry pp. 212-215. (1884)
- Physiology of the Vaso-dilator Nerves. American Journal of Neurology and Psychiatry pp. 215-216. (1884)
- The Fibrillary Tremor of the Tongue. American Journal of Neurology and Psychiatry p. 216. (1884)
- The Neuroanatomy of the Cestoda. American Journal of Neurology and Psychiatry pp. 218-219. (1884)
- Hyaline Substance in the Perivascular Spaces. American Journal of Neurology and Psychiatry pp. 219-220 (1884)
- The Gustatory End-organs. American Journal of Neurology and Psychiatry pp. 221-222. (1884)
- Analysis of a Neurologist's Psychological Construction. American Journal of Neurology and Psychiatry pp. 236-237. (1884)
- Tractus Inter-radicularis pontis. American Journal of Neurology and Psychiatry pp. 246-247. 1884
- Spinal Irritation. American Journal of Neurology and Psychiatry p. 247 (1884)
- Recessus facialis. American Journal of Neurology and Psychiatry pp. 247-248 (1884)

1885
- The Relations between the Symptoms and the Cord Lesions of Posterior Spinal-Sclerosis. Alienist and Neurologist (lipiec 1885)
- The Posterior Commissure of the Brain. Alienist and Neurologist (kwiecień 1885)
- The Functional and Morphological Relations of the Cerebellum. Chicago Med. Review, July 5. 1885
- The Comparative Anatomy of the Pyramid Tract. Journal of Comparative Medicine and Surgery 7, ss. 1-61. 1885
- Note on a Hitherto Unrecognized Features of the Tegmentum. Boston Med. and Surg. Journal, CXII, p. 365. 1885
- In Memoriam Paulus Zacchias. Proceedings of the Society of Medical Jurisprudence and State Medicine 2, ss. 235-238. 1885
- How Shall the Student of Psychiatry Examine the Nerve Centers Postmortem? . Alienist and Neurologist (październik 1885)
- Vorlaufige Mittheilung iiber einige durch die Atrophie-Methode erzielte Resultate hauptsächlich die Commissura posterior, betreffend. Neurologisches Centralblatt ss. 246-251 (1885)
- Kurze Notiz die Lumbal-Auschwellung des Riickenmarks betreffend. Neurol. Ctlbl., 21, p. 481. 1885
- Gudden's Atrophy Method. Amer. Neurol. Assoc., pp. 48-49. 1885
- Demonstration of a Brain Monstrosity. Trans. Amer. Neurol. Assoc, pp. 47-48. 1885
- An Anomaly of a Vertebra. Medical Record ss. 680-681 (20 grudnia 1884)
- The Cunning of the Opossum. Journal of Comparative Medicine and Surgery, ss. 212-213. 1885
- Note on Innervation of the Beaver's Tail. Journal of Comparative Medicine and Surgery 7, s. 214.1885
- Lumbar Sacral Enlargement of Cord. Note on Brain of a Semnopithecus Entellus with a Cysticercus on 2nd Temporal Sulcus. No Symptoms. Journal of Comparative Medicine and Surgery VI, 2, p. 209. 1885
- On Preventive Inoculation of PI euro- Pneumonia. Journal of Comparative Medicine and Surgery VI, 3, p. 294. (On the Bosstriceros.) ' 1885
- Report of Autopsies at Central Park Menagerie, (i) Castor Fiber (Beaver). (2) Cynocephalus porcarius. Journal of Comparative Medicine and Surgery 6, 1, January. 1885
- Review of Magner's Art of Taming and Educating Horses. Journal of Comparative Medicine and Surgery VI, i, pp. log-ii. 1885
- Review of Fleming's Text-book of Oper. Vet. Surg. Jour. Comparative Med. and Surg., VI, i, January, pp. 108-109. 1885
- Review of Gresswell's Manual of Equine Medicine. Arch. Comp. Med., April. 1885
- Review of McFadyean's Anatomy of the Horse. Journal of Comparative Medicine and Surgery Vol. VII, April, p. 206.1885
- Return of the Tendon-reflex in Tabes dorsalis, with some remarks on the Syphilitic Etiology of the Disease. American Journal of Neurology and Psychiatry Vol. IV, p. 433. 1885
- Comments on the Callosum. American Journal of Neurology and Psychiatry Vol. IV, p. 590. 1885
- Relation of the Pyramidal to the Inter-olivary Tract. American Journal of Neurology and Psychiatry 4, p. 622. 1885

1886
- Insane Hospital Supervision — read before N. Y. Med. Jurispr. Soc., February II.
- The Comparative Anatomy of the Pyramid Tract. Journal of Comparative Medicine and Surgery 7, 1, ss. 1-61 (1886)
- Insane Hospital Supervision. Chicago Medical Journal and Examiner 53, 4, ss. 289-317 (kwiecień 1886)
- How Can We Prevent False Hydrophobia? Journal of Comparative Medicine and Surgery
- A Contribution to the Localization of Focal Lesions in the Pons Oblongata Transition. Jour. Nerv. and Ment. Disease, XIII, 4-5, April and May 1886
- Preliminary Communication Concerning the Decussation of the Pyramids. Journal of Nervous and Mental Disease XIII, 12. 1886
- Secondary Degeneration of the Pyramid Tract. N. Y. Med. Journal, XLIII, 501. 1886
- Notes on the Anatomy of the Dolphin's Brain. Journal of Comparative Medicine and Surgery s. 224-229 (1886)
- Elephant's Brain. Journal of Comparative Medicine and Surgery 7, ss. 398-399 (1886)
- Report on Autopsy of Tiger. Journal of Comparative Medicine and Surgery 7, 2, ss. 234-235 (1886)
- Rectum of the Armadillo. Journal of Comparative Medicine and Surgery 7, 2, s. 237 (1886)
- Review of Hartmann's " Anthropoid Apes." Journal of Comparative Medicine and Surgery April. 1886
- Review of Appella's "Zur Medicinischen Statistik." Journal of Comparative Medicine and Surgery October, pp. 414-417. 1886
- Intra-axial Course of the Auditory Tract. N. Y. Med. Jour., September 18, p. 315. 1886

1887
- The Importance to the General Practitioner of Observing the Pupil in Suspected Nervous Disease. Medical Standard, April and May. (1887)
- On Some Points Regarding Therapeutical and Other Injuries of the Brain. Trans. Amer. Neurol. Assoc, Journal of Nervous and Mental Disease Vol. XIV. (1887)
- On Some Points Regarding Therapeutical and Other Injuries of the Brain. Medical News 1887
- Case of Miliary Aneurism. Proc. Psychol. Sec. 9th Internat. Med. Congress, Washington, September; American Jour. Insanity, pp. 235-238. (i) Miliary Aneurism. (2) A Case of Deformity of the Brain. Ninth International Congress, Washington. (1887)
- Cerebellum, Pons and Oblongata from a Case of Congenital Lipomatosis. Proc. Psychol. Sec. 9th International Med. Congress, Washington, September; Amer. Jour, of Insanity, p. 238. (1887)
- Discussion on Tabes and Syph. Ninth International Congress, Washington; Neurol. Ctlbl., p. 455-(1887)
- Acute or Grave Delirium. Transactions of the American Neurological Association ss. 49;
- Journal of Nervous and Mental Disease 14 (1887)
- Self-abuse in Its Relation to Insanity. Medical News 50, 1, ss. 23-25 (1 stycznia 1887)
- DELIRIUM GRAVE. Read in the Section on Practice of Medicine, Materia Medica and Therapeutics, at the Thirty-Eighth Annual Meeting of the American Medical Association. . JAMA IX(7):196-200 (1887)
- Deformity of the Brain. Medical Record 32, s. 322 (1887)
- Criticism of a Report of the English Commission on the Pasteur Method. Journal of Comparative Medicine and Surgery ss. 374-382 (październik 1887)
- Cerebro- Spinal Meningitis in Cattle. Journal of Comparative Medicine and Surgery 8, 1, January, p. 73. (1887)
- The Hydrophobia Bugbear. The Forum 3, ss. 178-186 (kwiecień 1887)
- Veterinary Quackery. Journal of Comparative Medicine and Surgery 8, s. 81 (1887)
- Report on Autopsy on a Spotted Hyena. Journal of Comparative Medicine and Surgery 8, ss. 71-72 (1887)
- Review of Haddon's Embryology. Journal of Comparative Medicine and Surgery ss. 400-401 (1887)
- Mental Symptoms from Isthmus Disease. Journal of Nervous and Mental Disease 8, 4, ss. 840-841 (1881)
- Diagnostische Differenzierung der mit und ohne grobe Hirnveranderungen einhergehenden Psychosen. New York medizinische Presse V, pp. 251-254.
- Some Observations on the Brain of Crowley, the Chimpanzee. Journal of Comparative Medicine and Surgery October.
- Article: Anatomy of the Brain in Sajous' Annual of the Universal Medical Sciences, Vol. V.
- The Oculo-Motor Centers and Their Co-ordinators. Journal of Nervous and Mental Disease 13, 7, ss. 413-432 (lipiec 1888)
- The Whitechapel Murders; Their Medicolegal and Historical Aspects. Journal of Nervous and Mental Disease 13, 12, ss. 765-778 (grudzień 1888)
- A Note Concerning the Probable Course of the Will-Tract to the Cranial Nerve-Nuclei. N. Y. Med. Jour., October 13, p. 406.
- Cases of Masturbation (Masturbatic Insanity), „The British Journal of Psychiatry”, 33 (142), 1887, s. 238–254, DOI: 10.1192/bjp.33.142.238, ISSN 0007-1250 (ang.).
- On Some Results Obtained by the Atrophy Method. Journal of Nervous and Mental Disease XV, pp. 34, 355- 2 pi.
- Review of a Popular Zoology, Steele. Journal of Comparative Medicine and Surgery p. 109, IX, I.
- Review of a Manual of Comp. Anatomy of the Domesticated Quadrupeds, H. E. Sakhia. Journal of Comparative Medicine and Surgery p. 109.

1889
- Review of the Morphine Habit and Its Treatment (D. Morphiumsucht).
- Brain, Histology [w:] Buck's Reference Handbook of the Medical Sciences vol. VIII, ss. 164-188 (1889)
- Spinal Cord [w:] Buck's Ref. Handbook of the Medical Sciences vol. VIII, ss. 474-484. (1889)
- Insanity [w:] Cyclopaedia of the diseases of children, medical and surgical, J. M. Keating (ed.) Part IV. (1889)
- Anemia-Hyperemia (including Nutritive Disturbances) in Cyclopedia of Diseases of Children, edited by J. M. Keating, Part IV. 1889
- Review of Schneidemiihl's Thierarztliche Vortrage. Journal of Comparative Medicine and Surgery, s. 190 (1889)
- Audi Alteram Partem. JAMA. 1889;XIII(12):431.

1890
- On a Tract Relating to the Crossed Pyramidal Tract Demonstrated by the Atrophy Method to be Connected with the Thalamic and Subthalamic Regions. Transactions of the American Neurological Association (1890)
- Influence of an Exudative Meningitis on Cord Nutrition as Illustrated in Spina Bifida. Transactions of the American Neurological Association (1890)
- The Nuclei of the Thenar Muscles Demonstrated by Their Absence in the Thumbless Ateles and Relative Hypertrophy in Man as Compared with Apes. Transactions of the American Neurological Association (1890)
- The Spinal Nuclear Anatomy in the Chimpanzee. Transactions of the American Neurological Association (1890)
- The Spinal Nuclear Anatomy in the Hippopotamus and Manatee. Transactions of the American Neurological Association (1890)
- The Spinal Nuclear Anatomy of the Marine Mammals. Transactions of the American Neurological Association (1890)
- The Otter's Brain, — ^A Link Connecting the Brains of Land with Those of Aquatic Carnivores. Transactions of the American Neurological Association (1890)
- On the Frequent Coincidence of Diabetes in the Parent with Mental Defect (Abulia, Adolescent and Pubescent Types of Insanity) in the Offspring. Transactions of the American Neurological Association (1890)
- Experimental Results (Hemicontracture in Extension and Spinal Chorea) Following Partial Unilateral Section of a Dog's Cord at the Level of the Foramen Magnum. Transactions of the American Neurological Association (1890)
- Remarks On Brain of Seals. American Naturalist 24, 278, ss. 115-122 (luty 1890)
- Resemblance of olive in Cetacea and Pachydermata. 1890
- Zur Monographie Dr. Theodor's uber d. Seehundsgehirn. Anatomischer Anzeiger 5, 6, ss. 173-176 (1890)
- Pons Lesions in Their Relation to Associated Eye Movement Paralysis. Transactions of the American Neurological Association ss. 155. (1890)
- Vorläufige Mittheilung betreffs des Leichenfundes bei dem ersten durch Elektricität Hingerichteten. New Yorker Medizinische Monatsschrift 2, ss. 378- (1890)
  - Preliminary Report Concerning the Post-Mortem Changes in the First Person Executed by Electricity. Atlanta Medical and Surgical Journal 7, ss. 460- (1890-91)
- Report of Autopsy on Kangaroo (Petrogale penicillata). Journal of Comparative Medicine and Surgery 11, i, p. 65 (1890)

1891
- Shall The Journal be Removed to Washington? JAMA XVI(10):359. (1891)

1892
- A Case of Pseudo-Hypertrophic Paralysis With Peculiar Movements of the Upper Extremities. Journal of Nervous and Mental Disease 17, 11, ss. 830-834 (listopad 1892)

1894
- A Case of Pseudo-hypertrophic Paralysis. Jour. Nerv. and Ment. Disease, November 1894

1895
- Degeneration. By Max Nordau. Translated from the Second Edition of the German work. New York: D. Appleton & Co., 1895. American Journal of Insanity 52, ss. 106–117 (1895)
- Note on the Localization of Tactile Impressions in the Brain. Lancet, January 19, pp. 141-143 1895

1897
- The New Law Relating to the Commitment of the Insane (Discussion). Soc. Medical Jurisprudence, January 11. 1897
- Practical Points Relating to the Diagnosis and Management of Syphilitic Brain Diseases. New York Med. Jour. 1897

1898
- The Legal Disabilities of Natural Children Justified Biologically and Historically. Alienist and Neurologist (1898)

1899
- Relationship of Latent Tuberculosis to Mental Disorders — read Sec. Neurology and Psychiatry, N. Y. Academy of Medicine, April 28. 1899

1900
- Ein Sachverständiger über Sachverständige. New Yorker Medizinische Monatsschrift 12, ss. 176-180 (1900)
- The Longevity of the Literary Female. Medicine (Detroit) 6, ss. 812-818 (1900)

1901
- The Czolgosz case. Philadelphia Medical Journal 8, ss. 693-695 (1901)

1902
- Remarks on the Czolgosz Case and Allied Questions as presented by Dr. Talbot. Medical Critic (styczeń 1902)
- Regenticides not Abnormal as a Class — a Protest Against the Chimera of Degeneracy. Philadelphia Medical Journal 9, ss. 261-268 (8 lutego 1902)
- Political Assassins; Are They All Insane? Journal of Mental Pathology (marzec i kwiecień 1902)
- Rejoinder to Dr. Regis' Remonstrance. Philadelphia Medical Journal (26 kwietnia 1902)
- A Question of Figures. Alienist and Neurologist (kwiecień, lipiec 1902)
- The Czolgosz Case. Philadelphia Medical Journal (26 października 1902)
- Re Musolino by Lombroso. Medical Critic (październik 1902)
- Fallacies of the Lombroso Doctrine as Evidenced in Their Application to the Case of Musolino, the Bandit. Medical Critic (grudzień 1902)

1903
- Regicides: Sane and Insane — read before Society of Medical Jurisprudence, April 13. New York Medical Journal (15 sierpnia 1903)
- "Anaemia and Hyperaemia of the Brain and Spinal Cord" [w:] Pepper's System of Medicine vol. V (1886) s. 762-824
- "The Chronic Inflammatory and Degenerative Affections of the Spinal Cord" [w:] Pepper's System of Medicine  vol. V (1886) s. 824-906

1909
- Should Capital Punishment Be Abolished? Harper's Weekly 53, 8 (3 lipca 1909)
- Should Capital Punishment Be Abolished? [w:] Selected articles on capital punishment Fanning CE (ed.) Minneapolis, The H.W. Wilson Company, 1909 ss. 86-87

1913
- HEALTH FIRST AND MATRIMONY AFTERWARD. The Semi-Monthly Magazine Section of the Boston Globe, the Washington Post, the Philadelphia North-American, the Pittsburgh Dispatch, the Chicago Tribune, the St. Louis Globe-Democrat, the Cincinnati Enquirer, etc. (11 maja 1913)